# Wheelersburg
Wheelersburg és una concentració de població designada pel cens dels Estats Units a l'estat d'Ohio. Segons el cens del 2000 tenia 6.471 habitants.

## Demografia
Segons el cens del 2000, Wheelersburg tenia 6.471 habitants, 2.558 habitatges, i 1.826 famílies. La densitat de població era de 430 habitants per km².
Dels 2.558 habitatges en un 33,4% hi vivien nens de menys de 18 anys, en un 55,8% hi vivien parelles casades, en un 12,8% dones solteres, i en un 28,6% no eren unitats familiars. En el 25,4% dels habitatges hi vivien persones soles el 12,4% de les quals corresponia a persones de 65 anys o més que vivien soles. El nombre mitjà de persones vivint en cada habitatge era de 2,43 i el nombre mitjà de persones que vivien en cada família era de 2,91.
Per edats la població es repartia de la següent manera: un 24,1% tenia menys de 18 anys, un 8,6% entre 18 i 24, un 26,2% entre 25 i 44, un 23,3% de 45 a 60 i un 17,9% 65 anys o més.
L'edat mediana era de 39 anys. Per cada 100 dones de 18 o més anys hi havia 78 homes.
La renda mediana per habitatge era de 33.970 $ i la renda mediana per família de 41.200 $. Els homes tenien una renda mediana de 35.000 $ mentre que les dones 22.472 $. La renda per capita de la població era de 18.787 $. Aproximadament el 10,7% de les famílies i el 14,2% de la població estaven per davall del llindar de pobresa.

## Poblacions més properes
El següent diagrama mostra les poblacions més properes.